# Premi e candidature di Helen Mirren

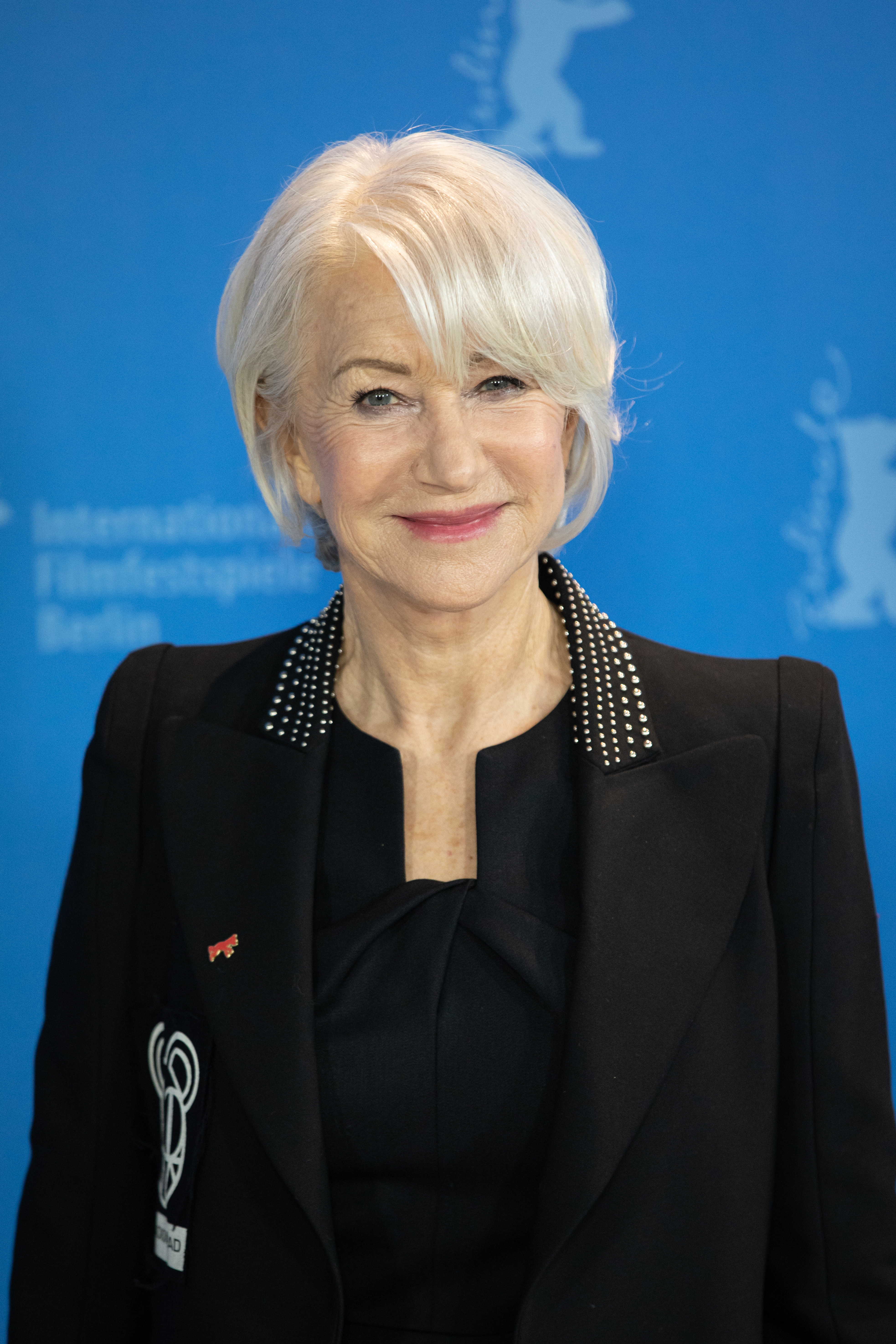
Helen Mirren al Festival internazionale del cinema di Berlino nel 2008

I Riconoscimenti di Helen Mirren, attrice britannica prima teatrale e poi cinematografica, comprendono quattro candidature all'Oscar, di cui una vinta come miglior attrice per la sua interpretazione della regina Elisabetta II, nel film The Queen - La regina, oltre a numerose candidature ai Golden Globe, di cui 4 vinti, rispettivamente nel 1997 quale miglior attrice in una miniserie o film televisivo per Losing Chase; nel 2007, quale miglior attrice in una miniserie o film televisivo per Elizabeth I e quale migliore attrice in un film drammatico per The Queen - La regina; nel 2014 quale miglior attrice in una miniserie o film televisivo per Phil Spector. Nel 2020 viene gratificata con un Orso d'oro alla carriera al Festival internazionale del cinema di Berlino.

## Premio Oscar
- 1995 – Candidatura alla miglior attrice non protagonista per La pazzia di Re Giorgio
- 2002 – Candidatura alla miglior attrice non protagonista per Gosford Park
- 2007 – Miglior attrice protagonista per The Queen - La regina
- 2010 – Candidatura alla miglior attrice protagonista per The Last Station

## Golden Globe
- 1997 – Miglior attrice in una miniserie o film televisivo per Losing Chase
- 2000 – Candidatura alla miglior attrice in una miniserie o film televisivo per The Passion of Ayn Rand
- 2002 – Candidatura alla migliore attrice non protagonista per Gosford Park
- 2003 – Candidatura alla miglior attrice in una miniserie o film televisivo per Il venditore dell'anno
- 2004 – Candidatura alla migliore attrice in un film commedia o musicale per Calendar Girls
- 2004 – Candidatura alla miglior attrice in una miniserie o film televisivo per La primavera romana della signora Stone
- 2007 – Miglior attrice in una miniserie o film televisivo per Elizabeth I
- 2007 – Migliore attrice in un film drammatico per The Queen - La regina
- 2007 – Candidatura alla miglior attrice in una miniserie o film televisivo per Prime Suspect
- 2010 – Candidatura alla migliore attrice in un film drammatico per The Last Station
- 2013 – Candidatura alla migliore attrice in un film drammatico per Hitchcock
- 2014 – Miglior attrice in una miniserie o film televisivo per Phil Spector
- 2015 – Candidatura alla migliore attrice in un film commedia o musicale per Amore, cucina e curry
- 2015 – Candidatura alla migliore attrice non protagonista per L'ultima parola - La vera storia di Dalton Trumbo
- 2018 – Candidatura alla migliore attrice in un film commedia o musicale per Ella & John - The Leisure Seeker
- 2020 – Candidatura alla miglior attrice in una miniserie o film televisivo per Caterina la Grande
- 2024 – Candidatura alla miglior attrice in una serie drammatica per 1923

## Academy of Science Fiction, Fantasy & Horror Films
- 1982 – Candidatura alla miglior attrice non protagonista per Excalibur
- 2011 – Candidatura alla miglior attrice non protagonista per Red
- 2013 – Candidatura alla miglior attrice per Hitchcock

## BAFTA
- 1985 – Candidatura alla miglior attrice cinematografica per Cal
- 1992 – Miglior attrice televisiva per Prime Suspect
- 1993 – Miglior attrice televisiva per Prime Suspect
- 1994 – Miglior attrice televisiva per Prime Suspect
- 1996 – Candidatura alla miglior attrice cinematografica per La pazzia di Re Giorgio
- 1996 – Candidatura alla miglior attrice televisiva per Prime Suspect
- 1997 – Candidatura alla miglior attrice televisiva per Prime Suspect
- 2002 – Candidatura alla miglior attrice non protagonista cinematografica per Gosford Park
- 2004 – Candidatura alla miglior attrice televisiva per Prime Suspect
- 2007 – Miglior attrice cinematografica per The Queen - La regina
- 2013 – Candidatura alla miglior attrice cinematografica per Hitchcock

## Festival internazionale del cinema di Berlino
- 2020 – Orso d'oro alla carriera[1]

## Festival di Cannes
- 1984 – Premio alla miglior attrice per Cal[2]
- 1996 – Premio alla miglior attrice per La pazzia di Re Giorgio[2]

## Mostra internazionale d'arte cinematografica
- 2006 – Coppa Volpi per la migliore interpretazione femminile per The Queen - La regina[3]

## Premio Emmy
- 1993 – Candidatura alla miglior attrice di miniserie o film per la TV per Prime Suspect
- 1994 – Candidatura alla miglior attrice di miniserie o film per la TV per Prime Suspect
- 1996 – Miglior attrice di miniserie o film per la TV per Prime Suspect
- 1997 – Candidatura alla miglior attrice di miniserie o film per la TV per Prime Suspect
- 1999 – Miglior attrice di miniserie o film per la TV per The Passion of Ayn Rand
- 2003 – Candidatura alla miglior attrice di miniserie o film per la TV per La primavera romana della signora Stone
- 2003 – Candidatura alla miglior attrice non protagonista di miniserie o film per la TV per Il venditore dell'anno
- 2004 – Candidatura alla miglior attrice di miniserie o film per la TV per Prime Suspect
- 2006 – Miglior attrice di miniserie o film per la TV per Elizabeth I
- 2007 – Miglior attrice di miniserie o film per la TV per Prime Suspect
- 2013 – Candidatura alla miglior attrice di miniserie o film per la TV per Phil Spector

## Premio Flaiano
- 2020 – Premio internazionale alla carriera[4]

## Screen Actors Guild Award
- 1999 – Candidatura alla miglior attrice in una miniserie o film per la televisione per The Passion of Ayn Rand
- 2001 – Miglior attrice non protagonista cinematografica per Gosford Park
- 2001 – Miglior cast cinematografico per Gosford Park
- 2002 – Candidatura alla miglior attrice in una miniserie o film per la televisione per Il venditore dell'anno
- 2003 – Candidatura alla miglior attrice in una miniserie o film per la televisione per La primavera romana della signora Stone
- 2006 – Miglior attrice in una miniserie o film per la televisione per Elizabeth I
- 2006 – Miglior attrice cinematografica per The Queen - La regina
- 2009 – Candidatura alla miglior attrice cinematografica per The Last Station
- 2012 – Candidatura alla miglior attrice cinematografica per Hitchcock
- 2013 – Miglior attrice in una miniserie o film per la televisione per Phil Spector
- 2015 – Candidatura alla miglior attrice non protagonista cinematografica per Trumbo
- 2015 – Candidatura al miglior cast cinematografico per Trumbo
- 2016 – Candidatura alla miglior attrice cinematografica per Woman in Gold
- 2022 – Screen Actors Guild alla carriera
- 2024 - Candidatura al miglior cast cinematografico per Barbie

## Tony Award
- 1995 – Candidatura alla miglior attrice protagonista in un'opera teatrale per Un mese in campagna
- 2002 – Candidatura alla miglior attrice protagonista in un'opera teatrale per Danza di morte
- 2015 – Miglior attrice protagonista in un'opera teatrale per The Audience[5]

## Festa del Cinema di Roma
- 2009 – Marc'Aurelio d'Argento per la miglior attrice per The Last Station